# Joanne Watmore
Joanne Watmore (25 de setembro de 1986) é uma jogadora de rugby sevens britânica.

## Carreira
Joanne Watmore integrou o elenco da Seleção Britânica Feminina de Rugbi de Sevens, na Rio 2016, que foi 4º colocada.